# Союз Р
Союз Р, също наричан и „Союз 7К-Р“ (Р – от разузнавателен) е съветски космически кораб, проектиран от Сергей Корольов в края на 1962 г. и предназначен за военни мисии. Союз Р, заедно с другата военна версия – „Союз П“ е модификация на „окололунния“ „Союз“. Военните версии са създадени от Корольов като част от стратегията за получаване на подкрепа и финансиране от военни предприятия, които са доминиращи в съветската космонавтика.

## Цели
„Союз Р“ е предназначен за извършване на разузнавателни операции. В режим на работа се предвиждало в орбита да има два кораба Союз Р. Те е трябвало да се скачат в космоса и така да образуват малка орбитална космическа станция с маса около 13 тона. Предвиждало се да е снабдена с оборудване за наблюдение на Земята.
По принцип военното ръководство на СССР подкрепя проекта, знаейки за разработвания в САЩ проект MOL за изграждане на военна космическа станция.
Проектът е насочен от Kорольов (който бил по-заинтересован от лунните проекти) в един от клоновете на ОКБ-1, намиращ се в гр. Самара, под ръководството от главния дизайнер Дмитрий Илич Козлов.
Проектът „Союз Р“ влиза в пряка конкуренция с предложението за военните станции Алмаз, разработен от Владимир Челомей. В крайна сметка след смъртта на Корольов проектът е окончателно отменен.

## Особености
- Екипаж: 2
- Дължина: 15 m
- Максимален диаметър: 2.72 m
- Жилищен обем: 18 m³
- Маса: 13 000 кг